# Cyphon jiangxiensis
Cyphon jiangxiensis es una especie de coleóptero de la familia Scirtidae.

## Distribución geográfica
Habita en Jiangxi (China).